# زاندرسدورف
زاندرسدورف (به آلمانی: Sandersdorf) یک روستا در آلمان است که در زاندرزدوف-برنا واقع شده‌است. زاندرسدورف ۹٬۵۵۲ نفر جمعیت دارد.